# 中国人民大学国家发展与战略研究院
中国人民大学国家发展与战略研究院（National Academy of Development and Strategy, RUC），简称人大国发院，于2013年6月正式成立，是中国人民大学集全校之力重点打造的中国特色新型高校智库，是直属于学校的实体单位。2015年人大国发院入选全国首批“国家高端智库”建设试点单位。

## 研究领域
主要研究领域为三个：经济治理与经济发展、政治治理与法治研究、社会治理与社会创新。

## 研究中心
1. 城市更新研究中心
2. 城市与房地产研究中心
3. 反垄断与竞争政策研究中心
4. 电子商务研究中心
5. 公共传播研究中心
6. 国际经济与金融研究中心
7. 国际战略研究中心
8. 国家治理研究中心
9. 环境、社会与治理（ESG）研究中心
10. 会计、财务与经济运行研究中心
11. 金融科技与安全研究中心
12. 劳动力市场研究中心
13. 老龄产业研究中心
14. 能源与资源战略研究中心
15. 农业发展与环境政策研究中心
16. 全球公共外交研究中心
17. 人才资源与发展研究中心
18. 社会系统工程研究中心
19. 社会治理创新研究中心
20. 社会转型与法治研究中心
21. 世界经济与政治研究中心
22. 世情研究中心
23. “一带一路”研究中心
24. 政企关系与产业发展研究中心
25. 中国宏观经济论坛
26. 中国政府债务研究中心
27. 周边外交与安全研究中心[3]